# Sestakovaia annulipes
Espèce
Synonymes
- Liocranum annulipes Kulczyński, 1897
- Mesiotelus annulipes (Kulczyński, 1897)

Sestakovaia annulipes est une espèce d'araignées aranéomorphes de la famille des Liocranidae.

## Distribution
Cette espèce se rencontre en Slovaquie, en Hongrie, en Croatie, en Serbie, en Bulgarie, en Ukraine et en Turquie.

## Description
Les mâles mesurent de 4 à 5 mm et les femelles de 4 à 5,5 mm.

## Systématique et taxinomie
Cette espèce a été décrite sous le protonyme Liocranum annulipes par Chyzer et Kulczyński en 1897. Elle est placée dans le genre Mesiotelus par Roewer en 1955 puis dans le genre Sestakovaia par Zamani et Marusik en 2021.

## Publication originale
- Chyzer & Kulczyński, 1897 : « Araneae Hungariae. Tomus II. » Academia Scientiarum Hungaricae, p. 147-366.